# Bug Music
Bug Music fue una influyente editorial de música independiente en Los Ángeles, California. La empresa fue fundada en 1975 por Dan Bourgoise para representar el catálogo del músico Del Shannon.
Sus clientes incluyeron a Los Lobos, Iggy Pop and The Stooges, Del Shannon, Three 6 Mafia, John Lee Hooker, Muddy Waters, Woody Guthrie, John Prine, y Richard Thompson. Ampliamente considerado como un importante contribuyente a la evolución de Los Ángeles y la música independiente, el catálogo de la firma incluía canciones de géneros tan diversos como blues, punk, música americana, música de raíces, rockabilly, folk, country y rock alternativo, así como hip-hop, electrónica y rock latino.
En 2007, Bug adquirió Windswept Music de Fujipacific, añadiendo 250.000 canciones a su catálogo. En 2010, la compañía adquirió el catálogo de Saban Music Group, incluidos los derechos de los temas y la música de fondo de programas como Mighty Morphin Power Rangers y el doblaje en inglés de Digimon.
Bug Music fue adquirida y absorbida por BMG Rights Management en 2011.